# American Radio Relay League

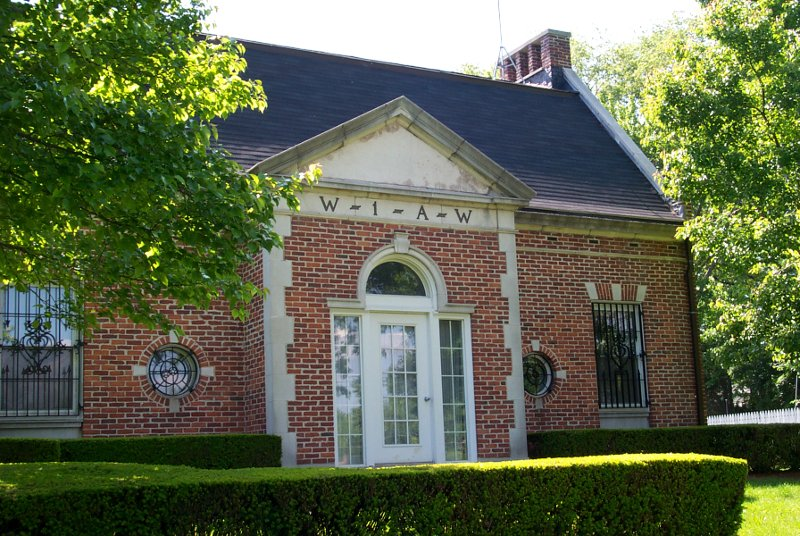
Die Hiram Percy Maxim Memorial Station W1AW am Sitz der ARRL in Newington, CT.

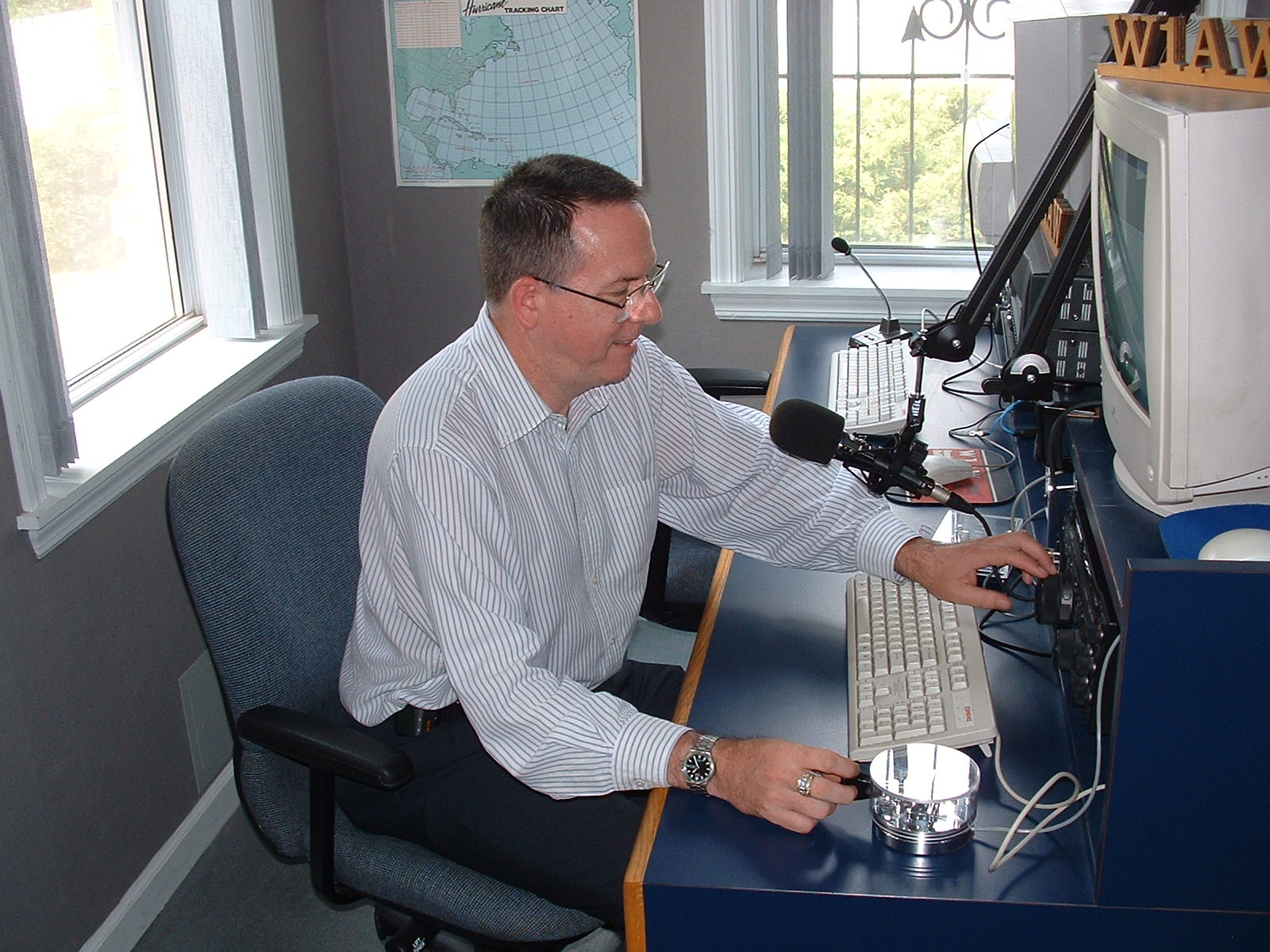
Amateurfunkbetrieb bei W1AW

Die American Radio Relay League (kurz: ARRL, deutsch wörtlich: „Amerikanische Funk-Relais-Kette“) ist die nationale Vereinigung der Funkamateure in den USA, vergleichbar mit dem DARC in Deutschland.

## Geschichte
Gegründet wurde die ARRL im Mai 1914 von Hiram Percy Maxim, W1AW. Im November 1923 gelang dem Mitarbeiter (Traffic manager) der ARRL, Fred Schnell, von seiner Amateurfunkstelle 1MO, nur 6 km nördlich des heutigen Sitzes der ARRL, das erste Transatlantik-Funkgespräch mithilfe von Kurzwellen.
Die ARRL hatte 2019 ungefähr 156.800 Mitglieder und ist damit der größte nationale Amateurfunkverband der Welt. Der Asteroid (31531) ARRL ist nach ihr benannt.

## Dienstleistungen
Die ARRL bietet verschiedene Angebote für ihre Mitglieder und weitere Interessenten an, dazu gehören:
- Versand von QSL-Karten.
- Bücher und Zeitschriften zum Thema Amateurfunk, unter anderem die Mitgliederzeitschrift namens QST.
- Organisation und Veranstaltung von Amateurfunkwettbewerben (Contests) wie des International DX Contests.
- Verleih von Amateurfunkdiplomen.
- Durchführung von Rundspruchsendungen für Sende- und Empfangsamateure.
- Amateurfunkprüfungen im Auftrag der Lizenzierungsbehörde FCC.
- Interessensvertretung für die Funkamateure in den USA gegenüber Politik, Wirtschaft und Wissenschaft.